# Silmitenga
Silmitenga est une commune rurale située dans le département de Diabo de la province du Gourma dans la région de l'Est au Burkina Faso.

## Géographie
Silmitenga est situé à 14 km au Nord-Est de Diabo, le chef-lieu du département, et à 8 km à l'Est de Tangaye.

## Économie
L'économie de la commune profite de sa proximité (3 km) avec Maouda et la route nationale 4 pour ses échanges commerciaux.

## Santé et éducation
Le centre de soins le plus proche de Silmitenga est le centre de santé et de promotion sociale (CSPS) de Tangaye.